# Justin Eilers
Justin Eilers (Braunschweig, 13 de junho de 1988) é um futebolista profissional alemão que atua como atacante.

## Carreira
Justin Eilers começou a carreira no Eintracht Braunschweig.